# Stabat Mater (Pergolesi)
L'Stabat Mater és una obra musical religiosa escrita per Giovanni Battista Pergolesi el 1736, dos mesos abans de la seva mort, al monestir de Pozzuoli.
Es tracta, doncs, de l'última obra del compositor, mort als 26 anys a causa d'una tuberculosi. Fou escrita per a dues veus (tradicionalment contralt i soprano) i conjunt instrumental format per violins I i II, viola i baix continu.
Aquest Stabat Mater, basat en un text litúrgic del segle xiii que medita sobre el sofriment de la Verge Maria, fou un possible encàrrec del duc de Maddaloni, mecenes de Pergolesi i violoncel·lista aficionat. Pergolesi va escriure igualment per al duc de Maddaloni una missa en fa que va ser executada a l'església San Lorenzo in Lucina a Roma el 1734 amb una pompa extraordinària. Un origen alternatiu suggereix un encàrrec de la confraria dels Cavalieri de la Vergine dei Dolori el 1734, volent reemplaçar l'Stabat Mater envellit d'Alessandro Scarlatti, del qual conserva tanmateix el mateix efectiu vocal, per a soprano i contralt. Segurament fou estrenat a Santa Maria dei Sette Dolori, església on el duc de Maddaloni posseïa una capella votiva i on feia executar obres religioses cada tercer diumenge de setembre.
L'obra, que ha esdevingut molt famosa, ha estat represa i adaptada moltes vegades des de llavors. La versió més cèlebre és la de Johann Sebastian Bach, que n'agafa els temes en el seu Salm 51.
Es compon de dotze parts i la seva execució requereix aproximadament 30 minuts.
- Stabat Mater dolorosa
- Cujus animam gementem
- O quam tristis
- Quae moerebat et dolebat
- Quis est homo
- Vidit suum dulcem natum
- Eia Mater
- Fac ut ardeat cor meum
- Sancta Mater
- Fac ut portem Christi mortem
- Inflammatus et accensus
- Quando corpus morietur